# Meeboldia achilleifolia
Meeboldia achilleifolia là một loài thực vật có hoa trong họ Hoa tán. Loài này được (DC.) P.K. Mukh. & Constance mô tả khoa học đầu tiên năm 1991.